# Eleição municipal de Cachoeiro de Itapemirim em 2020
A eleição municipal de Cachoeiro de Itapemirim em 2020 foi realizada para eleger um prefeito, um vice-prefeito e 19 vereadores no município de Cachoeiro de Itapemirim, no estado brasileiro do Espírito Santo. Foram eleitos Victor Coelho e  Coronel Guedes para os cargos de prefeito(a) e vice-prefeito(a), respectivamente.
Seguindo a Constituição, os candidatos são eleitos para um mandato de quatro anos a se iniciar em 1º de janeiro de 2021. A decisão para os cargos da administração municipal, segundo o Tribunal Superior Eleitoral, contou com 140 438	eleitores aptos e 34 814 abstenções, de forma que 24,79% do eleitorado não compareceu às urnas naquele turno.

## Resultados

### Eleição municipal de Cachoeiro de Itapemirim em 2020 para Prefeito
| Candidato(a)                  | Vice                           | Coligação                                               | Votos recebidos | Percentual |
| ----------------------------- | ------------------------------ | ------------------------------------------------------- | --------------- | ---------- |
| Victor Coelho (PSB)           | Coronel Guedes (PODE)          | Pra Frente Cachoeiro                                    | 51 926          | 55,33%     |
| Diego Libardi (DEM)           | Renata Bedim (Republicanos)    | Somos Todos Cachoeiro                                   | 17 299          | 17,77%     |
| Jonas Nogueira (PL)           | Callegari (PL)                 | Endireita Cachoeiro                                     | 10 437          | 10,72%     |
| Renata Fioro (PSD)            | Astor Dilem Junior (PSD)       | Um Novo Olhar Para Mudar                                | 7 032           | 7,22%      |
| Fayda Belo (PP)               | Professor Mayron (PP)          | Cachoeiro: Uma Cidade Pra Todos                         | 2 438           | 2,50%      |
| Dr. Izaias Junior (PSDB)      | Capitão Tadeu (PSDB)           | Partido da Social Democracia Brasileira (sem coligação) | 2 149           | 2,21%      |
| Joana D Arck (PT)             | Capitão Sousa (REDE)           | Cachoeiro Feliz de Novo                                 | 2 106           | 2,16%      |
| Fabrício do Zumbi (PDT)       | Osmar da Silva (Solidariedade) | Vamos devolver Cachoeiro aos Cachoeirenses              | 1 978           | 2,03%      |
| Subtenente Paulo Sergio (PTB) | Sargento Chamasquini (PTB)     | Partido Trabalhista Brasileiro (sem coligação)          | 1 274           | 1,31%      |
| Professor Breno (PROS)        | Aline Sartóri (PROS)           | Meu partido é Cachoeiro                                 | 458             | 0,47%      |
| Guilherme Nascimento (PSOL)   | Vitor Pizetta (PSOL)           | Partido Socialismo e Liberdade (sem coligação)          | 277             | 0,28%      |
| Josue Batista (PSC)           | Antonio Marcos (PSC)           | Partido Social Cristão (sem coligação)                  | 133             | 0,14%      |